# Abborrtjärnarna (Jokkmokks socken, Lappland, 734280-169050)
Abborrtjärnarna är en sjö i Jokkmokks kommun i Lappland och ingår i Piteälvens huvudavrinningsområde.